# Manianela Astudillo
Marianela Astudillo – wenezuelska judoczka.
Uczestniczka mistrzostw świata w 1999. Startowała w Pucharze Świata w 2000. Brązowa medalistka igrzysk Ameryki Południowej w 1998, a także igrzysk Ameryki Środkowej i Karaibów w 1998. Zdobyła trzy medale na mistrzostwach panamerykańskich w latach 1997 - 2000. Druga na mistrzostwach Ameryki Południowej w 1999 i 2000 roku.